# Vladímir Andréyev (actor)
Vladímir Alekseevich Andreev (Moscú, 27 de agosto de 1930 - ibídem, 29 de agosto de 2020) fue un actor, guionista y director de escena ruso.

## Carrera
Andreyév inició su carrera como actor en la década de 1950. En 1980 fue laureado con el Premio Estatal de la República Socialista Federativa Soviética de Rusia y cinco años después fue homenajeado como Artista del pueblo de la URSS (artes escénicas) en la categoría de artes escénicas. En el año 2000 se convirtió en miembro oficial de la Academia Internacional de Teatro.
Estuvo casado con la actriz Natalya Seleznyova (nacida en 1945). Falleció dos días después de su cumpleaños noventa, el 29 de agosto de 2020.

## Filmografía selecta
- Certificate of Maturity (1954) como Yurka
- True Friends (1954) como miembro del Komsomol
- Good Morning (1955) como Lastochkin
- Cruelty (1959) como Yakov Uzelkov
- The Tale of Tsar Saltan (1966) como Saltan
- Bastards (2006) como Kot
- The Circus Princess (2008) como Pavel Fedotov